# Pibrac
Pibrac é uma comuna francesa na região administrativa da Occitânia, no departamento do Alto Garona. Estende-se por uma área de 25.86 km², com 8.517 habitantes, segundo o censo de 2018, com uma densidade de 330 hab/km².